# حور عحا
حور عحا أو عحا ثاني فراعنة الأسرة الأولى في مصر القديمة. عاش تقريبًا في القرن الحادي والثلاثين قبل الميلاد. ذكر المؤرخ المصري مانيتون أن عحا حكم حوالى 62 عامًا.

## هويته
كان شائعًا تقديم الفراعنة لأسم حورس قبل اساميهم، وعحا تعني «المُحارب». يجمع علماء المصريات بالتوفيق بين اثنين من السجلات التي تربط اسم حور عحا مع الاسم النبتي إيتي.
كان هناك بعض الجدل حول حور عحا. فيعتقد البعض أنه يكون الفرعون مينا وهو من وحد مصر. ويدعي آخرون انه كان ابن نارمر، الفرعون الذي وحد مصر. وأن نارمر ومينا ربما كانوا فرعون واحد يشار إليه بأكثر من اسم.

## عهده

### خلافة نارمر
اكتشف جي دراي مير نيث وقاع إدراج حور عحا بانه الفرعون الثاني من الأسرة الأولى. وكان سلفه نارمر موحد مصر العليا ومصر السفلى إلى المملكة الواحدة. ربمَّا اعتلى حور عحا العرش في أواخر القرن 32 ق.م. أو أوائل القرن 31 ق.م. وفقا لمانيتو، أصبح فرعون في سن الثلاثين تقريبًا، وحكم البلاد حوالي ستين عام.

### السياسة الداخلية
يبدو أن حور عحا قد أجري العديد من الأنشطة الدينية. وسجلت زيارته لمَقْدِس الإلهة نيث على عدة لوحات خلال حكمه. يقع مَقْدِس نيث في الشمال الشرقي من دلتا النيل في ساو.

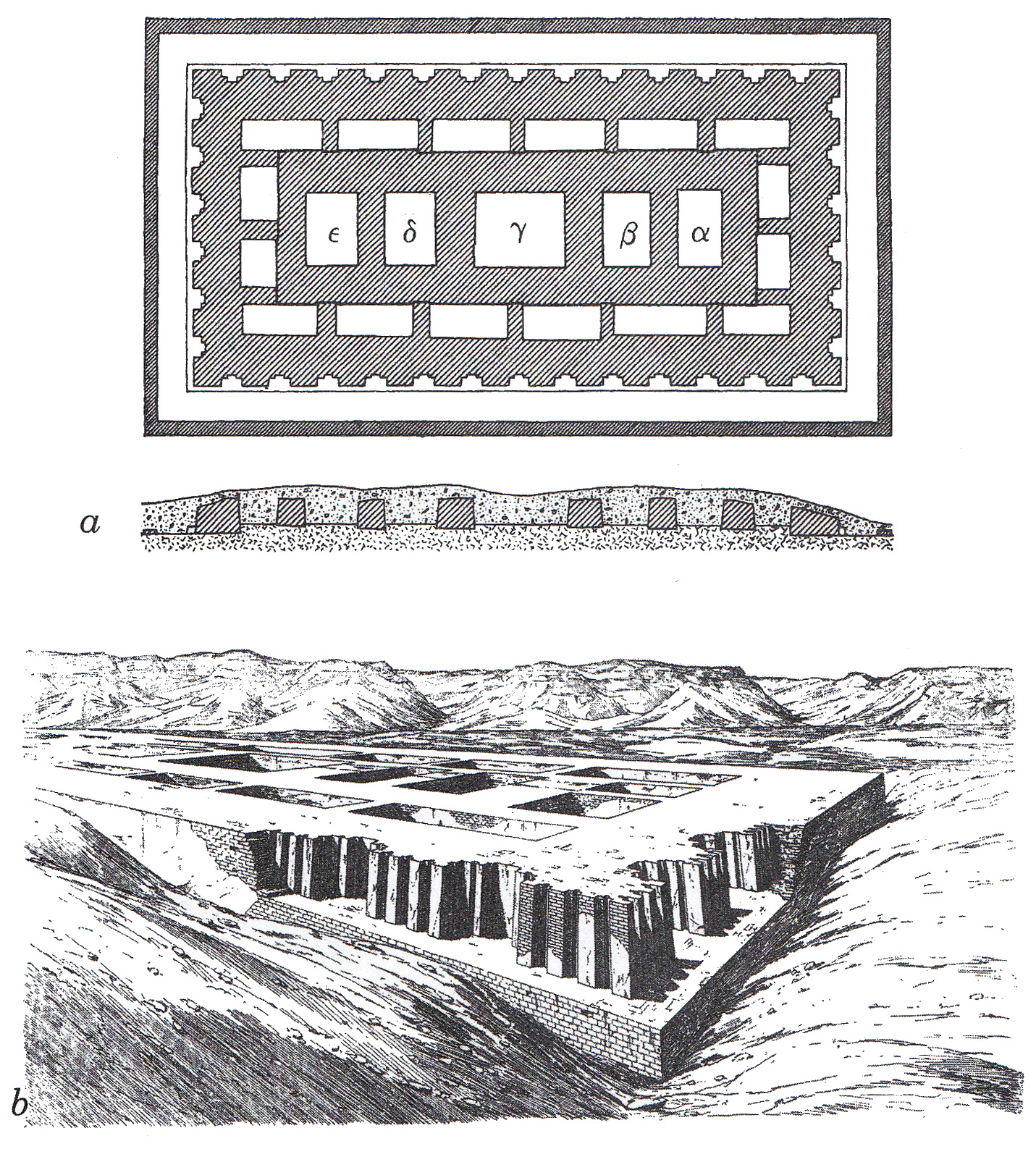
المصطبة المنسوبة إلى نيث حوتب والتي يعتقد أنها قد بنيت من قبل حور عحا.

نقوش الأوعية، تشير التسميات والأختام من مقبرة حور عحا والملكة نيث حوتب أن هذه الملكة توفيت في عهد عحا. وأنه رتب لدفنها في المصطبة المهيبة المُكتشفه من قبل جاك دي مورغان. ويعتقد بأن الملكة نيث حوتب هي أم عحا. اختيارنقادة كمكان للمقبرة لنيث حوتب هو إشارة قوية إلى أن جاءت من هذا الأقليم. وهذا، بدوره، يدعم الرأي القائل بأن نارمر تزوج عضوًا من العائلة الملكية التاريخية لنقادة لتعزيز هيمنة ملوك ثني على المنطقة.
تؤرخ أقدم المصطبات في سقارة جبانة شمال ممفيس بأنها تعود إلى عهده. تعود المصطبة إلى عضو من نخبة الإداريين الذي قد يكون أحد أقارباء حور عحا، كما كانت العادة في ذلك الوقت. يعد هذا مؤشرًا قويًا على الأهمية المتزايدة لممفيس خلال عهد عحا.

### التنمية الاقتصادية
تبقى عدد قليل من القطع الأثرية من عهد حور عحا. مع ذلك، فإن رؤس فؤوس نحاسية مصنوعة بدقة، وبقايا أوعية خزفيه، وصندوق عاجي ورخام أبيض منقوش ما يشهد بزدهار الحرف خلال عهد عحا.

### السياسة الخارجية
نقش على لوح عاجي من أبيدوس يوحي بأن حور عحا قاد رحلة استكشافية ضد النوبيين. على لوح سنة، ذكر صراحة «مُحاربة تا سيتي»(أي النوبة).
خلال عهد حور عحا، انخفض مستوى التجارة مع بلاد كنعان الجنوبية. وخلافًا لسلفه نارمر، لم يشهد حور عحا أي أنشطة خارج وادي النيل. قد يشير هذا إلى الاستبدال التدريجي لتجارة المسافات الطويلة بين مصر وجيرانها من جهة الشرق واستغلال أكثر للموارد المحلية من قبل المصريين. تحليل شظايا لأوعية من موقع استيطاني مصري في عين حبيصور يشير إلى أنه كان نشطًا خلال عهد حور عحا. ومن المعروف أن مستوطنات مصرية أخرى قد نشطت في ذلك الوقت وكذلك (بيبلوس وعلى طول الساحل اللبناني). وجدت بمقبرة حور عحا شظايا لأوعية من كنعان الجنوبية.

## وفاته
وفقا لمانيتو، كان حور عحا يحمل معه فرس النهر، وتجسيدًا للإله سيث. طبقًا لنظرية أن حور عحا هو نفسه مينا الأسطوري، قصة أخرى تقول إن حور عحا قُتل على يد فرس النهر بينما كان يُمارس الصيد.

## المقبرة

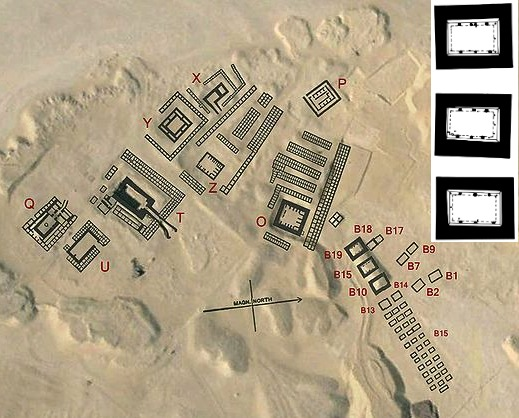
تضم مقبرة حور عحا ثلاث غرف B10، B15 وB19، كما هو موضح في الصورة. B14 يمكن أن تكون مقبرة زوجة حور عحا في بنريب.

عثر للفرعون عحا مقبرتين إحداهُما في أبيدوس والأخرى أضخم تقع في منطقة سقارة، ما أصبح تقليدًا تبعه معظم الفراعنة بعده. تقع مقبرة حور عحا بمنطقة مقابر ملوك الأسرة الأولى في أبيدوس، والمعروفة باسم أم العقاب. تتألف من ثلاثة غرف كبيرة (B10 B15 B19) متاخمة مباشرة لمقبرة نارمر. المقبرة عبارة عن غرف مستطيلة، وحفر مباشرة في الطابق الصحراوي، جدرانها مبطنة بالطوب اللبن. كان لمقابر نارمر وكا غرفتين مجاورتين فقط، في حين أن مقبرة حور عحا تضم ثلاث حُجرات أكبر ومنفصلة. السبب في هذه النوع من العمارة صعوبة بناء أسقف كبيرة فوق الغرف. استخدمت الأخشاب لهذه الهياكل والتي كانت ما يتم استيرادها من فلسطين.

## معرض صور

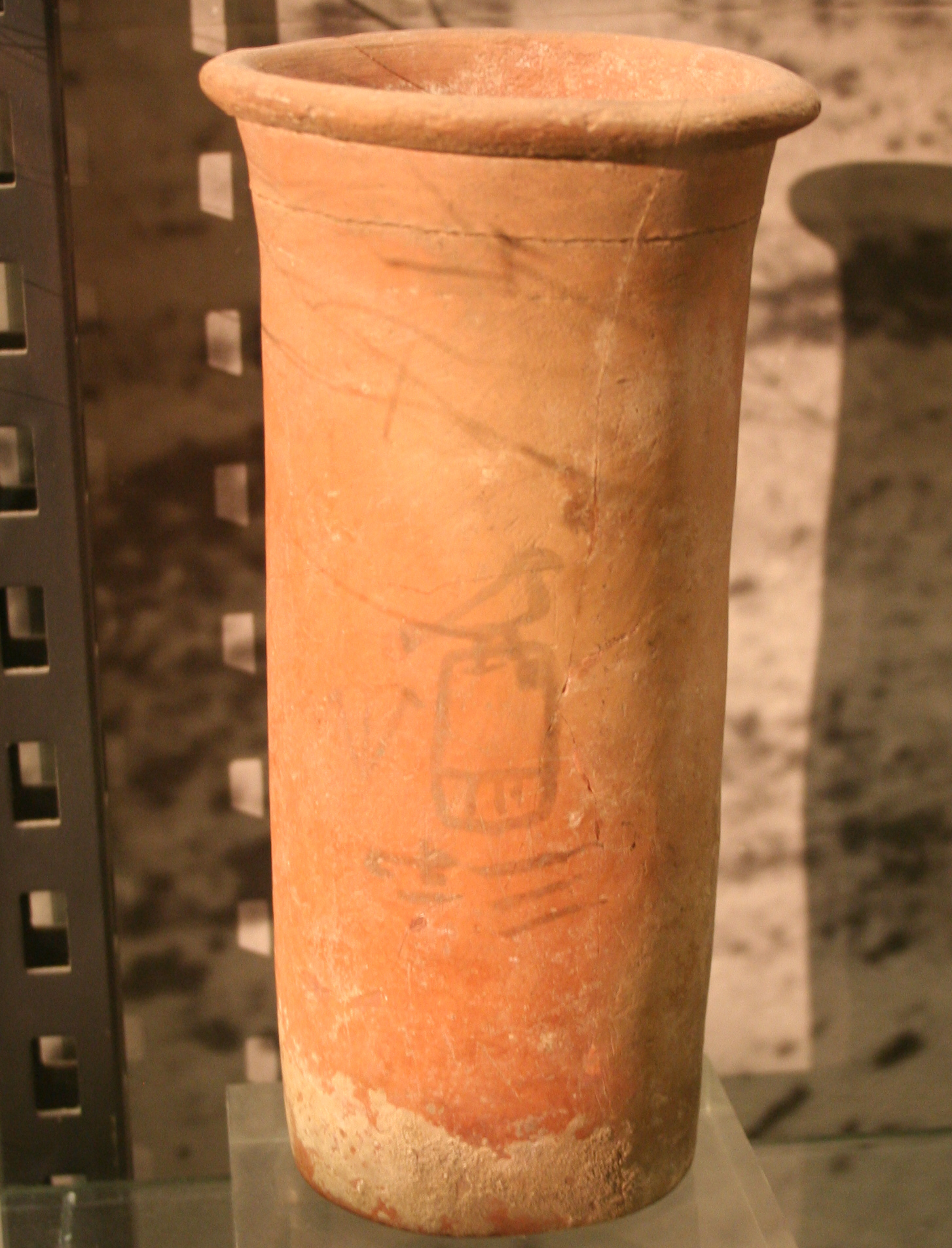
وعاء اسطواني للملك حور عحا من سقارة، الأسرة الأولى؛ متحف كيستنر.
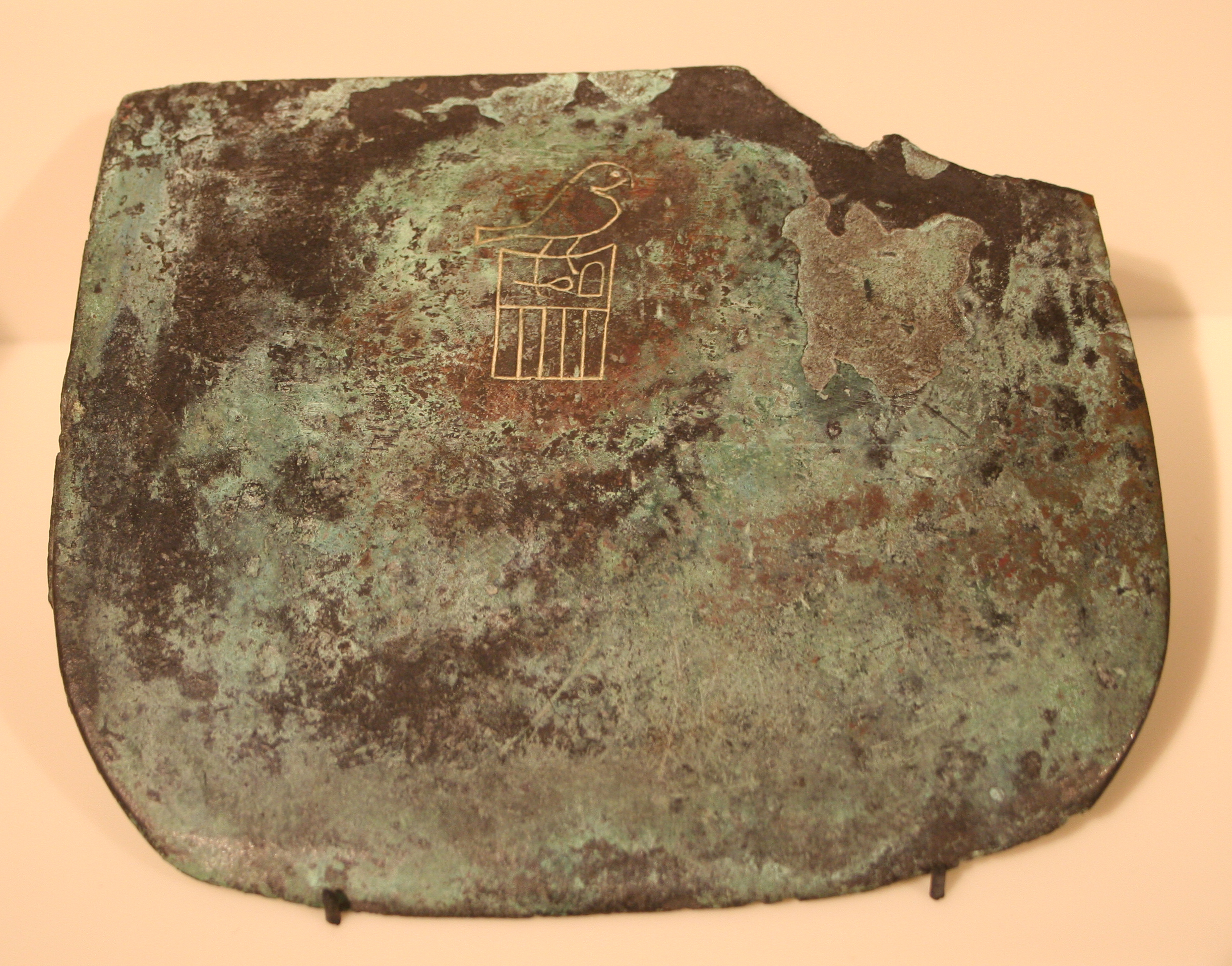
وعاء حجري يحمل جزء سيريخ لحور عحا، معروضه في متحف برلين المصري.
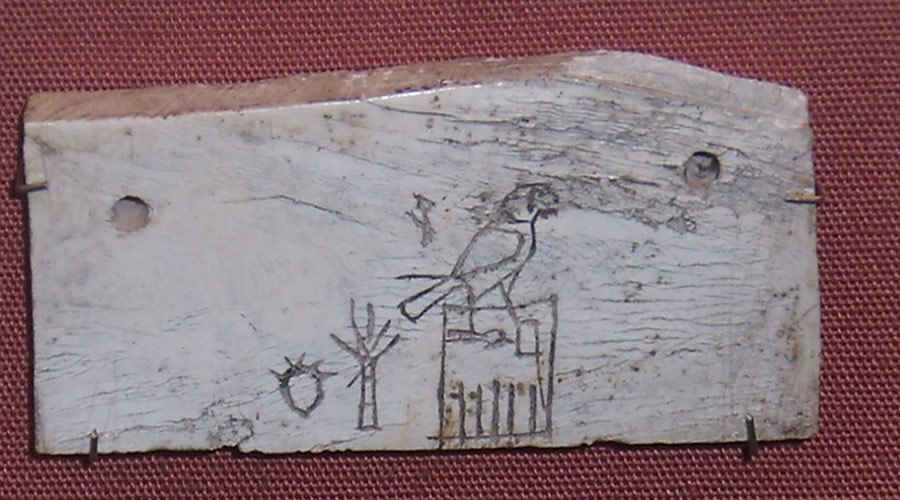
مُلصق عاجي منقوش عليه سيريخ لحور عحا ويحمل اسم زوجته بن ريب.
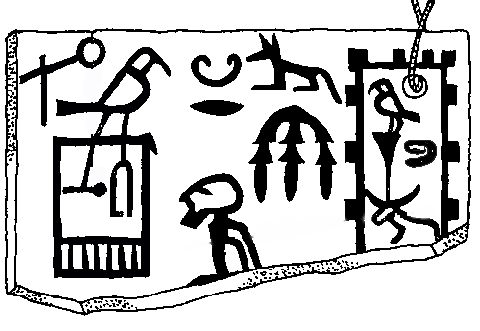
ملصق عاجي يحمل سيريخ لحور عحا. يُدرج انتصاره على أعدائه.
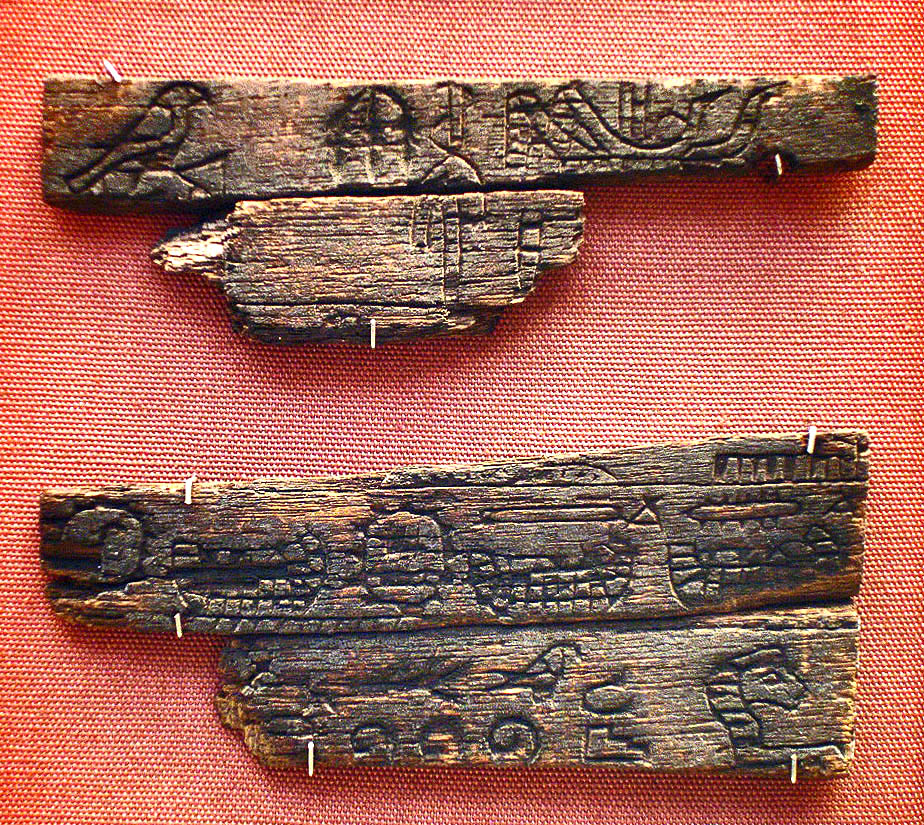
مُلحق مجزأ من خشب الأبنوس يعوّد لحور عحا تتعلق بزيارة التي قام بها الملك إلى معبد الآلهة نيث في دلتا مصر،المتحف البريطاني.